# 打虎坑站
打虎坑站位于福建省三明市永安市西洋镇虎山村，为鹰厦铁路车站，距鹰潭站436公里，距厦门站258公里。车站名“打虎坑”并非系当地地名：由于车站修建在山腰上，北头的一处路堤填方高达80多米，从空中俯瞰似一只老虎，故被铁道兵命名为打虎坑站。车站现为五等站，仅办理鹰厦铁路列车通过及避让业务，不办理客货运业务。

## 概要
打虎坑站于1972年为提高鹰厦线永漳段的运输能力而设立，当时设有2条股道。1982年进行电气化改造后增加至3条股道。车站坐落于山区，生活用品无法自己、全靠驻站职工休息期间采购；生活用水取自周围山泉。
打虎坑站站内目前设有1条正线、2条到发线。车站上下行方向为打虎坑展线翻越戴云山，上行往西洋站方向有长达7公里的21.7‰坡道，并伴有3个转弯半径小于300米的小曲线弯道，最大坡度达22.5‰；打虎坑站内线路的平均坡度为9‰，是全国铁路干线中接发列车作业条件最为恶劣的车站之一。南昌铁路局行规第155页就专门制定了列车在打虎坑站停车的三条规定。车站站内西端隧道口边上还设有避难线，供火车遇到下坡制动丢失的时候使用。车站曾出现多次因列车机车动力不够，导致无法通过展线路段，并退回打虎坑站处理的事故。

## 图片
- 站房
- 站西侧的避难线
- 打虎坑展线景色